# Route 107 (Nouveau-Brunswick)
Pour les articles homonymes, voir Route 107.
La route 107 est une route secondaire du Nouveau-Brunswick reliant Bristol à la route 8, passant dans la région montagneuse des Appalaches. La route parcourt une distance de 100 km (62 mi).

## Description du tracé
La route 107 débute à Bristol, à sa jonction avec la route 105, tout juste à l'est du fleuve Saint-Jean. Elle se dirige d'abord vers l'est sur pendant 30 km (19 mi) en traversant de petites municipalités agricoles tel que Gordonsville, Glassville, Argyle et Foreston. Après Foreston, la route 107 est plus isolée pendant 50 km (31 mi), ne traversant aucune ville et ne croisant que des routes forestières. 
À Cross Creek, la route bifurque vers le sud pendant 4 km (2,5 mi), jusqu'à Stanley, où elle bifurque à nouveau vers l'est avant de prendre fin 13 km (8 mi) plus loin, à Nashwaak Bridge, sur la route 8. Entre Stanley et Nashwaak Bridge, la route suit la rivière Nashwaak.

## Histoire
La route 107 n'était pas complètement construite jusque dans les années 1950, lorsque la section entre Napadogan et Juniper ouvrit. La section entre Nashwaak Bridge et Stanley appartenait à l'ancienne route 25A, qui fut renumérotée route 107, pour rallongée jusqu'à la route 8, en 1965.

## Intersections majeures
| Comté    | Ville           | km     | Destinations                                  | Notes                      |
| -------- | --------------- | ------ | --------------------------------------------- | -------------------------- |
| Carleton | Bristol         | 0,00   | NB-105 – Florenceville-Bristol, Perth-Andover |                            |
| Carleton | Gordonsville    | 6,70   | NB-570 sud                                    | Terminus nord de la NB-570 |
| Carleton | Glassville      | 13,30  | NB-580 sud – Windsor                          | Terminus nord de la NB-580 |
| York     | Cross Creek     | 83,40  | NB-625 nord – Boiestown                       | Terminus sud de la NB-625  |
| York     | Stanley         | 87,10  | NB-620 sud – Fredericton                      | Terminus nord de la NB-620 |
| York     | Nashwaak Bridge | 99,70  | NB-148 – Taymouth                             |                            |
| York     | Nashwaak Bridge | 100,60 | NB-8 – Fredericton, Miramichi                 |                            |
|          |                 |        |                                               |                            |